# Kopaniewo
Kopaniewo [pronunciación en polaco: /kɔpaˈɲevɔ/] (en alemán: Koppenow) es un pueblo ubicado en el distrito administrativo de gmina Wicko, (Vietzig, Lauenburg) dentro del condado de Lębork, voivodato de Pomerania, en Polonia del norte. Se encuentra aproximadamente a 6 kilómetros al este de Wicko, a 14 kilómetros al norte de Lębork, y a 69 kilómetros al noroeste de la capital regional Gdańsk.
Para detalles de la historia de la región, véaseHistoria de Pomerania.